# Натапеи, Эдвард
Эдвард Нипаке Натапеи Тута Фануа’араки (англ. Edward Nipake Natapei Tuta Fanua`araki; 17 июля 1954, Футуна, Новые Гебриды, совместное колониальное владение Великобритании и Франции — 28 июля 2015, Порт-Вила, Вануату) — государственный деятель Вануату, премьер-министр Вануату (2001—2004, 2008—2010 и 2011).

## Биография
Впервые был избран в парламент в 1983 году. В 1991 году непродолжительное время занимал министра иностранных дел, в 1996 году был избран спикером парламента. Находясь на этом посту, в марте 1999 года исполнял обязанности президента Вануату.
Являлся президентом партии Вануаку, партии социалистической направленности, поддерживаемой в основном англоговорящими гражданами.
С 2001 по 2004 год — премьер-министр.
В 2005 г. работал на должности министра по делам инфраструктуры и коммунального хозяйства. В 2007 году был назначен министром коммунального хозяйства и заместителя премьер-министра Вануату.
В сентябре 2008 года вновь становится премьер-министром Вануату. Всего через несколько дней после его назначения оппозиция предприняла попытку выразить правительству вотум недоверия, повторив ее через два месяца. Но оба раза правящий кабинет министров устоял. В ноябре 2009 года для сохранения должности ему пришлось провести масштабные перестановки в правительстве, включив в него представителей парламентской оппозиции. Однако вскоре был смещен со своего поста, поскольку не смог обосновать причину того, что три раза пропустил заседания парламента. 5 декабря того же года главный судья Вануату] постановил, что решение спикера о смещении премьер-министра от 27 ноября 2009 года было неконституционным и не имеет юридической силы, 10 декабря парламент официально подтвердил полномочия Натапеи. Однако спустя год, в декабре 2010 года, депутаты все-таки выразили ему вотум недоверия и сместил с поста главы правительства.
Через полгода, 16 июня 2011 года, главный судья Вануату вновь вынес решение о неконституционности отставки Натапеи, указав, что спикер парламента Максим Карлос Корман был назначен его преемником в нарушение статьи 41 Конституции и политик вновь был восстановлен в качестве временного премьер-министра. Натапеи сразу объявил, что не будет выставлять свою кандидатуру на должность главы кабинета министров. Находясь на этой должности, он успел объявить о признании независимости Абхазии.
В период премьерства Сато Килмана (2011—2013) возглавлял оппозицию. После его отставки был назначен новым главой правительства Моана Калосилом на должность заместителя премьер-министра и министра иностранных дел. Уже в первые дни нахождения в этой должности он начал реализовывать план противодействия продажи дипломатических паспортов, что практиковалось предыдущими правительствами. Покинул кабинет министров после вынесения ему вотума недоверия в середине мая 2014 года.
Умер 28 июля 2015 года в возрасте 61 года после продолжительной болезни.